# Krzysztof Kosedowski
Krzysztof Kazimierz Kosedowski (Tczew, 12 dicembre 1960) è un ex pugile polacco.

## Palmarès

### Olimpiadi
- 1 medaglia:
  - 1 argento (Mosca 1980 nei pesi piuma)